# Johanna Marau

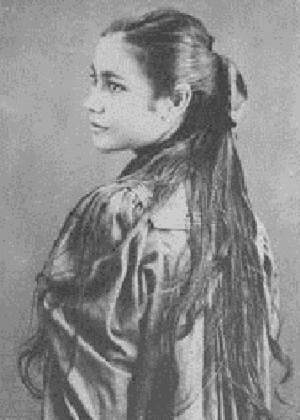
Johanna Marau

Johanna Marau, född 1860, död 1935, var en drottning av Tahiti 1877–1880 som var gift med kung Pōmare V av Tahiti. Hon var Tahitis sista drottning.  
Hon var dotter till en sjöman och drottning Pomare IV:s adoptivsyster, och utbildades i en flickskola i Sydney i Australien. Hon gifte sig med tronföljaren 1875. Äktenskapet var arrangerat och olyckligt. När maken besteg tronen 1877 ville paret ömsesidigt ta ut skilsmässa, men avråddes av fransmännen. Maken avsattes 1880. Johanna Marau besökte 1884 Frankrike, där hon gjorde succé i sällskapslivet och beskrevs som en stor skönhet. Efter sin återkomst till Tahiti inledde hon en uppmärksammad romans med en fransk officer och fick barn med honom. 